# T. Rex (album)
| Recensione              | Giudizio    |
| ----------------------- | ----------- |
| AllMusic                | [ 2 ]       |
| Sputnikmusic            | 3.6 (Great) |
| Piero Scaruffi          | [ 4 ]       |
| Dizionario del Pop-Rock | [ 5 ]       |
| 24.000 dischi           | [ 6 ]       |

T. Rex è il quinto album discografico del gruppo musicale rock britannico T. Rex (il primo con questo nome, abbreviazione del precedente Tyrannosaurus Rex), pubblicato nel 1970.

## Tracce

### LP
Lato A
Testi e musiche di Marc Bolan.
1. The Children of Rarn – 0:53
2. Jewel – 2:46
3. The Visit – 1:55
4. Childe – 1:36
5. The Time of Love Is Now – 2:42
6. Diamond Meadows – 1:58
7. Root of Star – 2:31
8. Beltane Walk – 2:26

Lato B
Testi e musiche di Marc Bolan.
1. Is It Love? – 2:34
2. One Inch Rock – 2:26
3. Summer Deep – 1:43
4. Seagull Woman – 2:18
5. Suneye – 2:06
6. The Wizard – 8:50
7. The Children of Rarn – 0:36

### CD
Edizione CD del 2004, pubblicato dalla A&M Records (982 251-3)
Testi e musiche di Marc Bolan, eccetto dove indicato.
1. The Children of Rarn – 0:53
2. Jewel – 2:46
3. The Visit – 1:55
4. Childe – 1:36
5. The Time of Love Is Now – 2:42
6. Diamond Meadows – 1:58
7. Root of Star – 2:31
8. Beltane Walk – 2:26
9. Is It Love? – 2:34
10. One Inch Rock – 2:26
11. Summer Deep – 1:43
12. Seagull Woman – 2:18
13. Suneye – 2:06
14. The Wizard – 8:50
15. The Children of Rarn – 0:36
16. Ride a White Swan (Single 'A' Side) – 2:30 – Traccia bonus
17. Summertime Blues (Single 'B' Side) – 2:42 (Eddie Cochran, Jerry Capehart) – Traccia bonus
18. Poem – 0:34 – Traccia bonus
19. The Visit (Take 4) – 1:57 – Traccia bonus
20. Diamond Meadows (Take 6) – 1:56 – Traccia bonus
21. One Inch Rock – 2:26 – Traccia bonus
22. Seagull Woman – 2:19 – Traccia bonus
23. The Wizard – 8:33 – Traccia bonus
24. The Children of Rarn – 0:42 – Traccia bonus

## Formazione
- Marc Bolan - chitarre, voce, basso, organ
- Micky Finn - batteria, basso, voce, pixiephone

Ospiti
- Howard Kaylan - accompagnamento vocale-cori (brano: Seagull Woman)
- Mark Volman - accompagnamento vocale-cori (brano: Seagull Woman)

Note aggiuntive
- Tony Visconti - produttore (per la Straight Ahead Productions), arrangiamento strumenti a corda
- Registrazioni effettuate al Trident Studios di Londra, Inghilterra
- Roy Thomas Baker - ingegnere delle registrazioni
- Peter Sanders - foto copertina album originale
- Graphreaks - design copertina album originale

## Classifica
Album
| Anno | Classifica            | Posizione raggiunta |
| ---- | --------------------- | ------------------- |
| 1971 | Official Albums Chart | 7                   |

Singoli
| Anno | Titolo del brano  | Classifica             | Posizione raggiunta |
| ---- | ----------------- | ---------------------- | ------------------- |
| 1970 | Ride a White Swan | Official Singles Chart | 2                   |